# Jaipur Watch Company
Jaipur Watch Company (JWC) es un fabricante indio de relojes de pulsera de lujo. Fundada en 2013, la empresa es conocida por fabricar relojes de temática india, como monedas anteriores al periodo británico, sellos postales, pinturas religiosas denominadas pichhwai, plumas o piedras preciosas. Su fábrica se encuentra en Peenya, Bangalore. Es la primera marca de relojes de lujo de la India, y además fabrica relojes personalizados con imágenes.

## Historia
La firma fue fundada en 2013 por Gaurav Mehta, su primer director ejecutivo, y tiene su sede en Jaipur, India.
En 2017, la empresa comenzó a fabricar relojes de oro de 18 quilates a medida, y en noviembre de 2018 lanzó su reloj Jump Hour de edición limitada, en homenaje a Gérald Genta, diseñador de relojes suizo. En septiembre de 2019, abrió su primera tienda en Select CityWalk, en Nueva Delhi. Entre sus clientes destacados se encuentran la familia real de Jodhpur y el gobierno de Uttarakhand..

## Productos
Jaipur Watch Company comenzó con su colección Imperial en 2013. Entre sus especialidades se puede citar la fabricación de relojes a partir de monedas, los relojes hechos a medida, los relojes grabados a mano, los relojes impresos en 3D, y los relojes con incrustaciones de plumas y piedras preciosas. Ha lanzado varias colecciones que van desde una inspirada en plumas de pavo real hasta una gama de relojes de bolsillo. Su colección Imperial Wrist Wear incluye una esfera con una media moneda de plata de una rupia de la época de Jorge VI del Reino Unido. Tiene cuatro colecciones de relojes de monedas antiguas, que incluyen Imperial Wristwear, King's Wristwear, Imperial Wristwear II y Titanium Wristwear.
También lanzó una serie de relojes inspirados en pinturas religiosas pichhwai, con una esfera pintada a mano por artistas en miniatura. La compañía comercializó una serie de relojes de oro con auténticas estampillas postales de 1937 a 1940 decorando la esfera. Así mismo, diseñó el reloj Obama, cuya esfera tiene grabada la cara de Barack Obama y su diseño central se inspira en el Gran Sello, el escudo de armas oficial de los Estados Unidos.